# 王襄
王襄（1876年—1965年），字綸閣，天津人，祖籍浙江绍兴。甲骨文最早的研究者之一。
1910年在北京農工商部高等實業學堂礦科畢業，任職於天津、福建各省鹽務稽核所，與書法家孟廣慧友好。光緒二十四年（1898年），濰縣古董商范壽軒來王襄家，提到河南湯陰（實是安陽）發現刻有文字的甲骨，孟定生認為可能是古代的簡策，促范壽軒前往收購。翌年（1899年）秋，范壽軒買了一批甲骨帶到天津，王襄和孟廣慧各自收購了一些。其餘的甲骨，范壽軒帶到北京，又賣給王懿榮。接著王襄陸續在北京、天津購買到四、五千片甲骨。1953年任天津文史研究館館長。著有《簠室殷契類纂》，是最早的一部甲骨文字典，釋字873個，1929年增訂再版，釋字957個。另有《簠室殷契徵文》（1925年）、《古文流變臆說》（1964年）。

## 延伸阅读
[在维基数据编辑]